# Code européen de sécurité sociale
Pour les articles homonymes, voir Code de la sécurité sociale.
Le Conseil de l'Europe a proposé le 16 avril 1964 à ses États membres de ratifier un Code européen de sécurité sociale, qui a pour objet principal de renforcer les dispositifs de la convention no102 de l'OIT concernant la norme minimum de sécurité sociale. Il est entré en vigueur le 17 mars 1968.

## Code révisé
Le Code comprend également une version révisée depuis 1990, ouvert notamment à l'Union européenne.
Jamais entré en vigueur par manque de ratification, ce Code révisé prévoit notamment un contrôle des Parties par une Commission d'experts indépendants. Les Parties devront en outre adresser, pour avis, les rapports sur cette mise en application aux organisations nationales des partenaires sociaux les plus représentatifs.
L'Assemblée Parlementaire du Conseil de l'Europe sera également appelée à donner son avis sur les rapports nationaux.